# 肋骨レコード

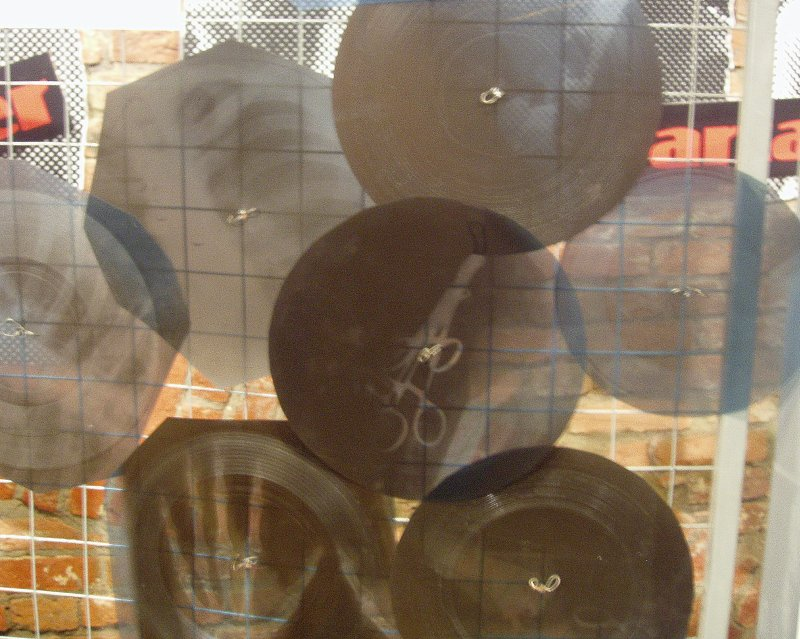
モスクワで展示されている、1950年代に製造された肋骨レコード

肋骨レコード（ろっこつレコード）は、1940年代から1960年代のソビエト連邦（ソ連）で流通した、肋骨や頭蓋骨などが写ったX線フィルムを再利用したソノシート形式のレコード盤。
ソ連時代の地下出版である「サミズダート」の一種で、ソ連内で放送が禁じられているピョートル・レスチェンコ 、アレクサンドル・ヴェルティンスキーといったソ連の音楽家や、西側諸国のエルヴィス・プレスリー、チャビー・チェッカー、ビル・ヘイリー、ビートルズ、ローリング・ストーンズ、ザ・ビーチ・ボーイズ、エラ・フィッツジェラルドといったロックンロールなどの非合法な流通手段となっていた。

## 呼称
呼び名は一定しておらず、「肋骨」を意味する「リヨーブラ」 (ロシア語: рёбра, translit. ryobra)、「肋骨の音楽」を意味する「ムージカ・ナ・リヨーブラフ」(ロシア語: Музыка на рёбрах)、「骨のジャズ」を意味する「ジャズ・ナ・カスチャフ」 (ロシア語: Джаз на костях)、などと呼ばれていた。
日本では元モスクワ放送職員の西野肇が「肋骨レコード」として紹介している他、英語由来の「ボーンレコード」とも呼ばれている。

## 製作
自作のレコード製作機によって使用済みのレントゲン写真へ溝を刻むことによって片面のみのレコード盤が作られた。ロシアの音楽学者アルテミー・トロイツキーによれば、「溝は特殊な機械により78回転盤として刻まれた」「品質はひどかった。価格は1ルーブルか、2分の1ルーブルだった」と話している。また、レコード盤の耐久性は低く5〜10回しか再生できなかった。別の証言では1〜2ルーブルだったとも言われている。収録されている時間も短く曲が途中で途切れているものもあった。

## 歴史

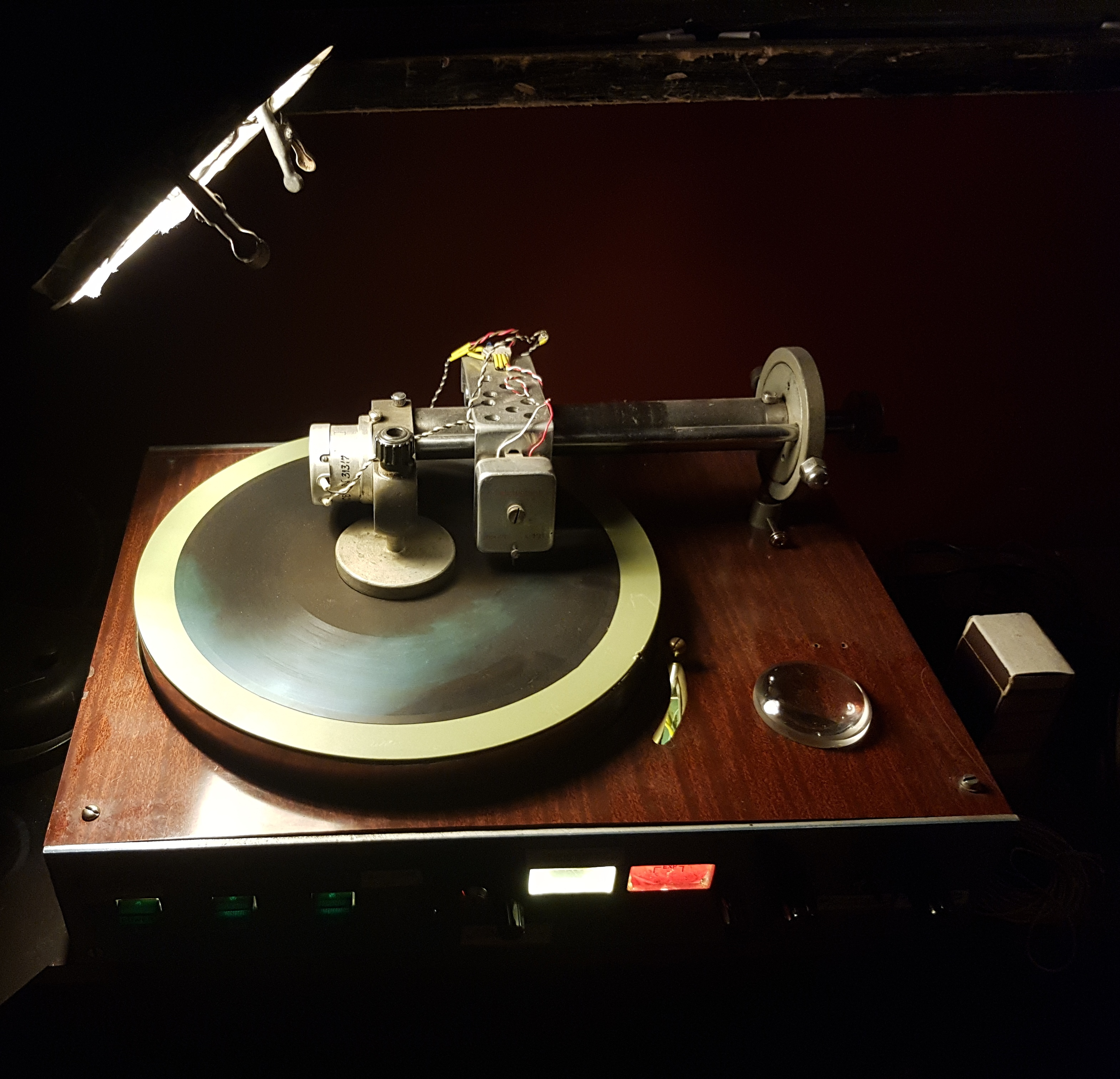
サミズダート用のレコード製作機

1946年、ポーランド人のスタニスラフ・フィロ（Stanislav Filo）がレニングラードにテレフンケンのレコード製作機を持ち込んだ。彼は店の片隅にこの機械を置き、おみやげ用に客の声を録音したレコードを売る商売を始めた。しかしそれは表向きであり、夜、店を閉めたあとはその機械を使って正規のレコード盤から海賊盤を製作し、音楽愛好家に売りさばいていた。
ある日、ルスラン・ボフスラフスキ（Ruslan Boguslavski）という男が店を訪れ、禁じられた音楽であるタンゴが店に流れているのを聞き、「そのレコードは購入できるか」とフィロに尋ねた。フィロは「売ることはできないが閉店後に来てくれれば何とかできる」と答え、再び訪れたボフスラフスキにタンゴの海賊盤を売った。
その後ボフスラフスキはこっそりとフィロのレコード製作機の寸法を測り、市電の運転士をしていたボリス・タイガン（Boris Tigan）とともにオリジナルのレコード製作機を作り上げた。しかしそれを記録するためのメディアは手に入らなかった。ソ連では当時定期的なレントゲン撮影が国民に義務付けられていたとされ、彼らは病院や診療所から出た使用済みのレントゲン写真を購入したり、ゴミから拾い上げたりしてレコード盤の素材として使用した。1947年の事だった。
当時のソ連では火災の懸念から政府が使用済みのレントゲン写真を処分するように指示を出していた。レントゲン写真を7インチの円盤に切り抜き、ターンテーブルの中央の回転軸のための穴はタバコで焼いて作られた。
彼らはこの海賊版のレーベルを「Golden Dog Gang」（黄金の犬）と名付けた。ボフスラフスキはさらにレコード製作機を複製し、レントゲン写真を使用することを含め、他の者が海賊盤を製作できるようにした。レニングラードから、モスクワ、キエフ、オデッサと広がり、1950年、当局によってレニングラードでこの事業にかかわる人物はすべて逮捕された。ボフスラフスキとタイガンは裁判にかけられ、ボフスラフスキは5年、タイガンは自作の音楽を録音していたので7年の刑が言い渡された。
1953年、スターリンが死去し、恩赦により二人は釈放され、彼らは再びレコードを作り始めた。ボフスラフスキは再度2年投獄され、出所してまた同じようにレコードを作り始めた。その後3度目の逮捕と出所を経てボフスラフスキはレコードを作るのをようやく止めた。ソ連の体制が変わったからである。
1961年ごろにはテープの普及により自然消滅したと言われ、流通量は数百万枚だとも言われている。ソ連やウクライナのみならず、ポーランドやハンガリーなどでも売られていたと考えられる。

## カルチャー
冷戦時代のソ連では音楽を自由に聞くことに対しても国家によって統制がとられていた。1931年10月からは音楽の販売が禁じられ、最大で禁固7年の罰則があった。
禁じられていた音楽のジャンルは様々でポルカ、タンゴ、ルンバは禁止され、ジャズであればスウィング・ジャズは許されるがモダン・ジャズは禁じられているなどの背景があり、淡谷のり子のルンバが刻まれている肋骨レコードも存在した。
禁止された音楽を秘密裏に流布するにあたり、1958年にソ連の若者のサブカルチャーであるロシア語でスタイルという意味のスチリャーギ（stilyagi）風な違法のレコーディングの自主製作を禁じる法律を可決した。肋骨レコードはヤミで取引されるものだったため、丸めてコートの袖に隠し、すれ違いざまに受け渡すなどの方法が取れられていた。
1950年代後半になると、キャッチフレーズ「今日、彼はジャズを踊るが、明日は故郷を売る」（Сегодняонтанцуетджаз、завтраРодинупродаст）が生まれ、彼らの社会への抗議の根幹となった。Stilyagiは正式な音楽的、芸術的、ポップカルチャーの運動として認められ、後にはロカビリー、ロックンロール、ポップロックといった音楽ジャンルにも影響を与えた。
2008年製作のロシア映画「Stilyagi」では、冒頭のシーンに肋骨レコードの製作シーンがある。
都築響一は後述のNHKのドキュメンタリーを見て肋骨レコードを知り、その後2015年ごろになってからインターネットで実物を入手した。ビーチボーイズやビートルズのものは10万円以上の価格で取引され、日本の歌手のものもあることを知った。都築はその文化的背景を含めて、「シベリア送り」の危険を冒してまで生命をかけて聴きたい音楽があったということそのものが、興味深いと発言している。

## The X-Ray Audio Project

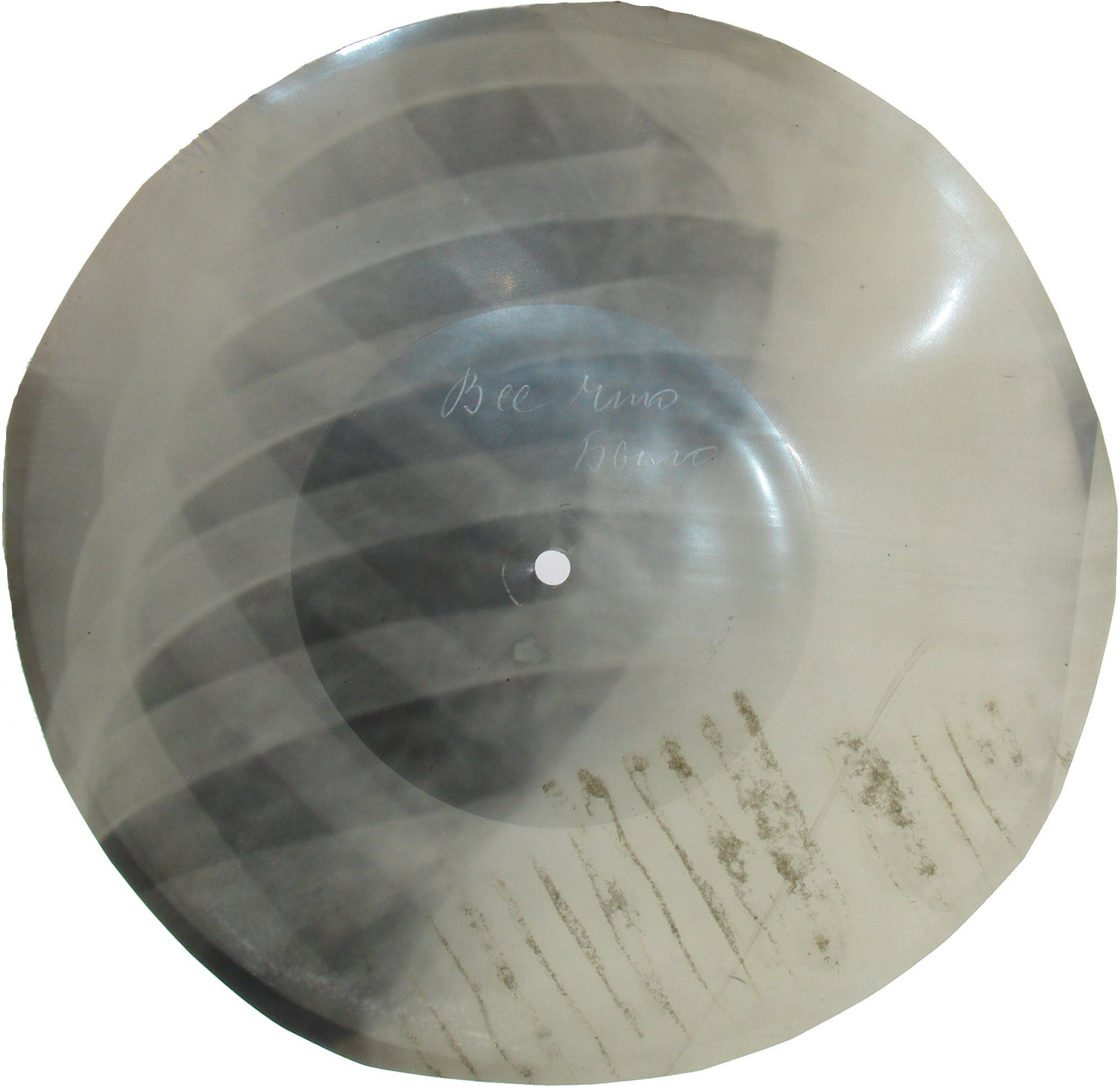
肋骨レコード

イギリスのバンド、ザ・リアル・チューズデイ・ウェルドのメンバーであるステファン・コーツは、2013年、サンクトペテルブルクへ公演で訪れた際にフリーマーケットで「ロック・アラウンド・ザ・クロック」が収録されたレントゲン写真を使ったレコードを見つけたことをきっかけに興味を持ち、X-Ray Audioプロジェクトを立ち上げた。これは、肋骨レコードに関する情報のリソースを共有していく構想で、現物の画像、音声録音、数年にわたる研究、海賊版製作者へのインタビューなどを集め、2015年にコーツによる『X-Ray Audio "The Strange Story of Soviet Music on the Bone"』が出版され、肋骨レコードという禁じられた音楽文化の最初の歴史が出版された。
2015年6月、コーツはポーランドのクラクフのTEDx Krakówにおいて肋骨レコードについて講演を行った。彼とサウンドアーティスト兼研究者アレクサンダー・コルコフスキがツアーを行い、ソ連のレントゲン写真による海賊版の話をし、その過程を実演するため生演奏から新しく録音をした。またコーツは写真家ポール・ハートフィールドとの共催による展覧会を行い、The GuardianやBBC Todayを含む、多くのメディアの注目を集めている。2016年9月、コーツとハートフィールドはオリジナルのソビエト時代の偽造犯とのインタビューを特集した長編ドキュメンタリー「レントゲニズダット（Roentgenizdat） - Bone Music 」をリリースした。これは同年のレインダンス映画祭にて上映された。
このプロジェクトは、展覧会型式でロンドン、バーミンガム、ベルファスト、トリエステ、モスクワ、サンクトペテルブルク、テルアビブ等をツアーし、2019年4月には日本初となる東京での「BONE MUSIC展  僕らはレコードを聴きたかった」を開催。

## その他
- 2001年、NHK BS2にてサックス奏者である坂田明の出演によるドキュメンタリー番組「地球に好奇心 追跡 幻の“ろっ骨レコード”～ロシア・冷戦下の青春～」が放映された[21]。モスクワ放送での勤務経験があったテレビプロデューサー西野肇による企画持ち込みだった[4]。
- 北海道新冠町の「レ・コード館」には肋骨レコードが収蔵されている[22]。